# Erastria sphaeromacaria
Erastria sphaeromacaria är en fjärilsart som beskrevs av Dyar 1902. Erastria sphaeromacaria ingår i släktet Erastria och familjen mätare. Inga underarter finns listade i Catalogue of Life.